# Aokigahara
Aokigahara (青木ヶ原?), también conocido como el Mar de árboles (樹海 Jukai?) o Bosque de los Suicidios, es un bosque de 35 km² ubicado al noroeste de la base del monte Fuji entre la prefectura de Yamanashi y la de Shizuoka, Japón. El bosque tiene una asociación histórica con demonios de la mitología japonesa, y hay poemas de 1000 años de antigüedad que indican que el bosque está maldito. El turismo ha quedado limitado únicamente a zonas vigiladas y, aunque no está prohibido adentrarse al bosque, se colocan numerosas señales de advertencia en varios idiomas para ayudar a las personas que piensan en suicidarse a que busquen ayuda.

## Historia
Aokigahara se formó de los torrentes de lava de las constantes erupciones del monte Fuji ocurridas entre los años 800 y 1083, siendo la erupción Jōgan, ocurrida en 864, la que más contribuyó a su formación, teniendo una duración de 10 días y abarcando parte de la bahía de Edo y la provincia de Kai. La cantidad de lava emergida afectó a un antiguo lago en las cercanías llamado Senoumi (せの海), dividiéndolo en 3 lagos; Sai (西湖 Sai-ko) Shōji (精進湖 Shōji-ko) y Motosu (本栖湖 Motosu-ko).
En el Japón feudal del siglo XIX, cuando las hambrunas y las epidemias azotaban a la población, las familias más pobres abandonaban a su suerte a los niños y a los ancianos que no podían alimentar (véase ubasute). Por este motivo, surgieron historias que afirmaban que el bosque estaba encantado por los fantasmas de los que allí murieron. Su fama como lugar de suicidio quizá se deba a que en 1960 se publicó la novela Nami no Tou, de Seicho Matsumoto, en la que al final de la obra dos amantes se suicidan en el bosque. Además, en 1993 se publicó El completo manual del suicidio, de Wataru Tsurumi, una guía para suicidarse donde recomienda este bosque como un lugar idóneo para quitarse la vida.[cita requerida]
En el año 2016 se estrenó la película de terror The Forest, inspirada en la historia reciente del bosque.

## Geografía

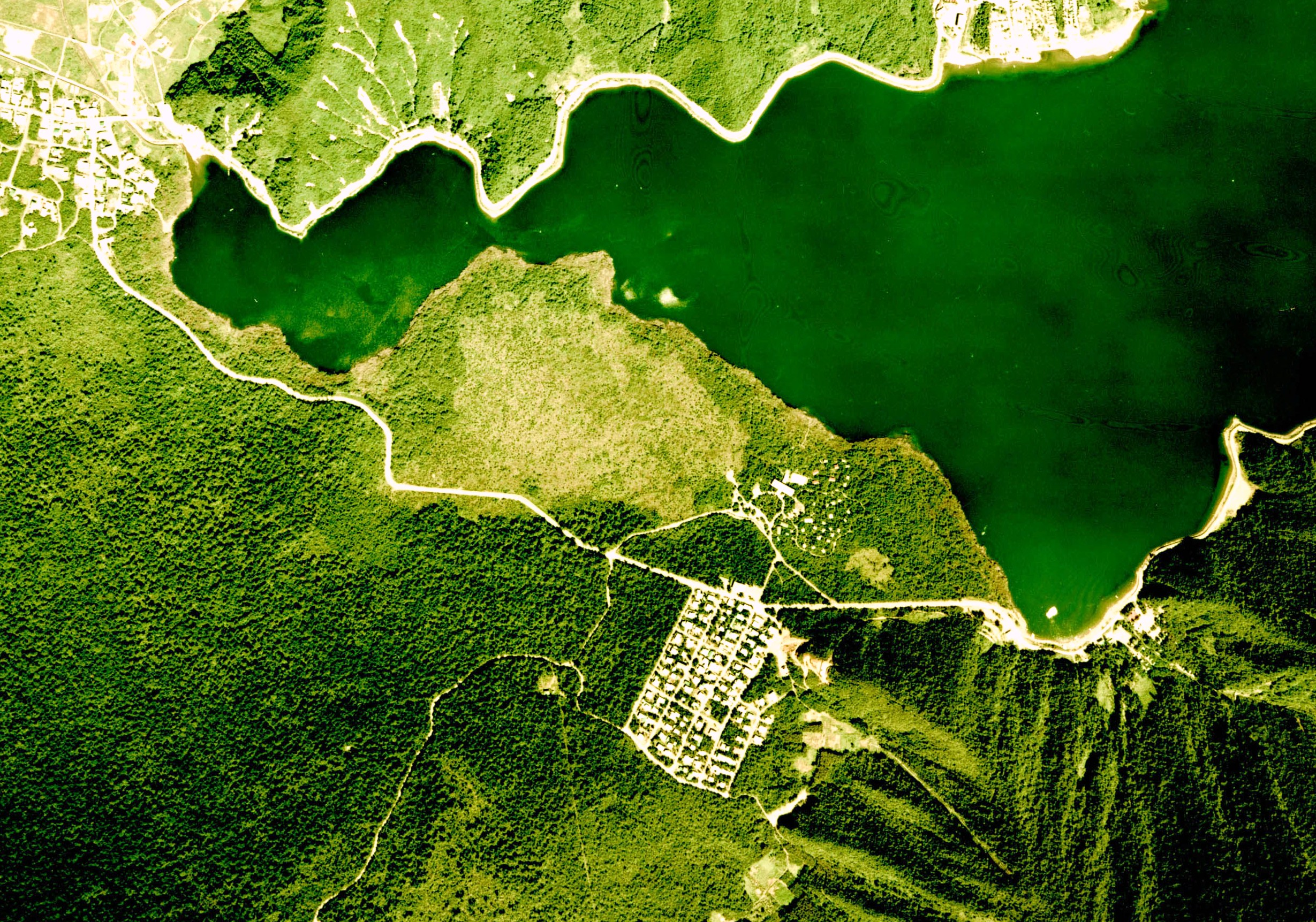
Extensión del bosque Aokigahara y el lago Saiko

La superficie del bosque está formada principalmente por una espesa capa de roca volcánica, dificultando el trabajo de herramientas manuales como picos y palas. En los alrededores del bosque hay una serie de rutas no oficiales que los voluntarios locales utilizan para adentrarse al bosque en la búsqueda anual de cadáveres o personas desaparecidas. En años recientes, los excursionistas que se adentran al bosque marcan su camino de ingreso con cinta adhesiva como medida preventiva de evitar perderse. La cinta adhesiva colocada por excursionista comúnmente no es retirada por los mismos, creciendo gradualmente y encontrándose hasta 1 km adentro del bosque. Después del primer kilómetro en dirección al Monte Fuji, el bosque se encuentra en un estado más "puro", con zonas ausentes de basura y de signos de presencia humana.[cita requerida]

## Turismo

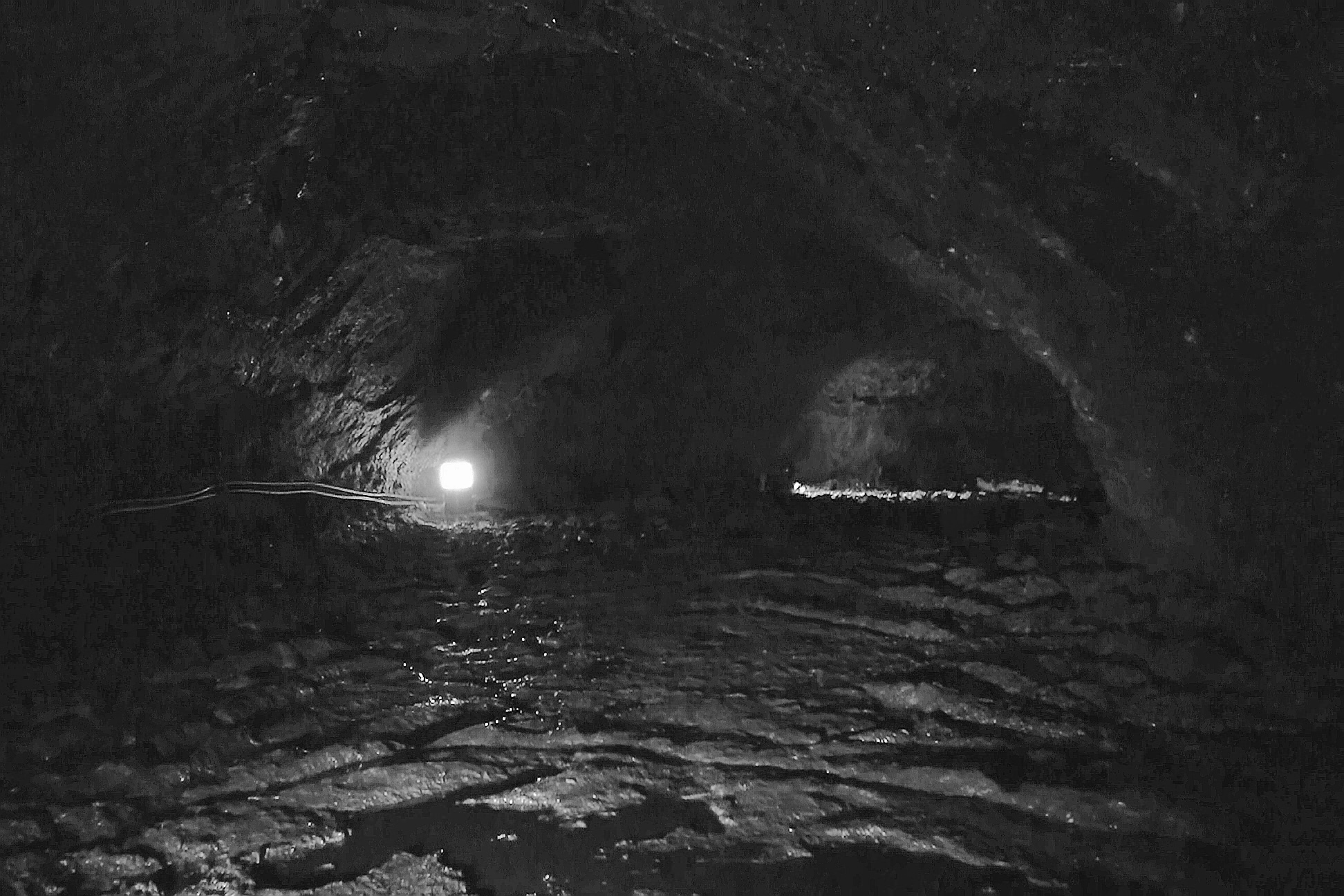
La cueva de murciélagos en el lago Saiko, una atracción turística en las cercanías de Aokigahara.

El bosque es conocido por ser un lugar popular para suicidarse. Es el lugar en el que más gente se ha suicidado en Japón y el segundo en el mundo, después del puente Golden Gate ubicado en San Francisco, Estados Unidos.
El gobierno local declara que desde la década de 1950 se han hallado alrededor de 500 cadáveres. La causa principal de la muerte de estas personas es el suicidio. Muchos de los cadáveres tenían alrededor de 30 años de edad en el momento de la defunción. La cantidad de suicidas ha aumentando desde 1988, aumentando hasta casi 73 muertes al año.
En 2002 se encontraron 78 cadáveres en el bosque, con lo que se superó el anterior récord de 1998 de 73, y en 2003 la tasa ascendió a 100 personas. Por este motivo, en los últimos años el gobierno local ha dejado de informar el número de suicidios para que, de alguna manera, evitar asociar Aokigahara con el suicidio. La alta tasa de suicidios ha hecho que se designaran operarios para que colocasen carteles en el bosque, tanto en japonés como en inglés, con el fin de que aquellos que vayan con el propósito de suicidarse busquen ayuda. Las batidas para la búsqueda de cuerpos se lleva realizando desde 1970. Unos 300 operarios se adentran anualmente en el bosque para localizar los cadáveres que no han sido encontrados por los visitantes y guardias forestales. Incluso la policía patrulla los alrededores en busca de posibles suicidas.
Un mito popular sobre el Aokigahara es que los yacimientos de hierro magnético que hay en el lugar hacen que las brújulas y los GPS dejen de funcionar, provocando que los viajeros se pierdan.
El popular YouTuber Logan Paul y sus compañeros hicieron una escapada al bosque con la intención de acampar allí durante la noche del 31 de diciembre de 2017. Mientras estaban en el bosque, el grupo encontró un cadáver colgado de un árbol, cuya película estaba incluida en su vídeo con la cara del cuerpo borrosa. El vídeo mostraba muy mal gusto con respecto al fallecido y fue irrespetuoso con la cultura japonesa.

## Galería

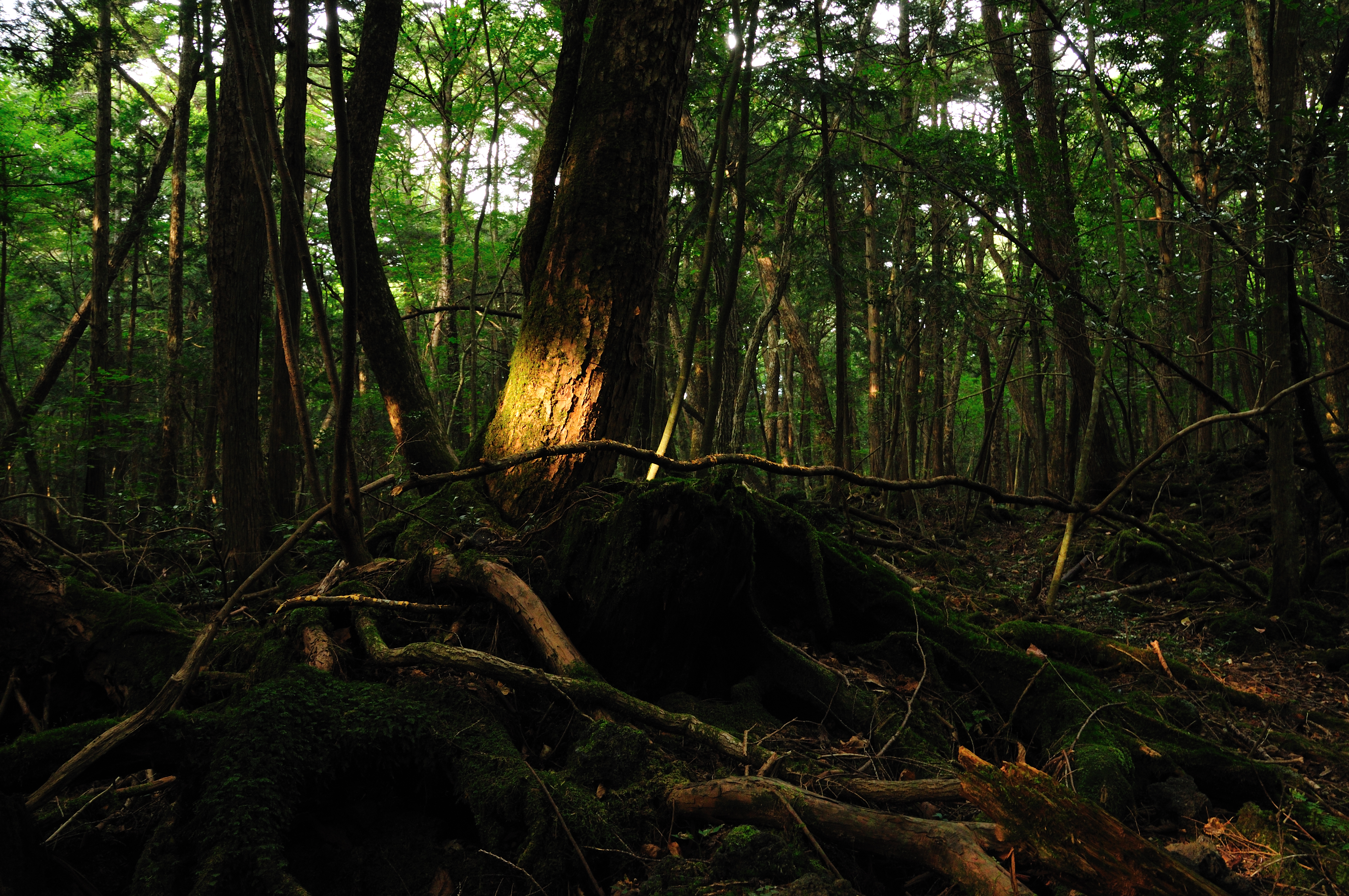
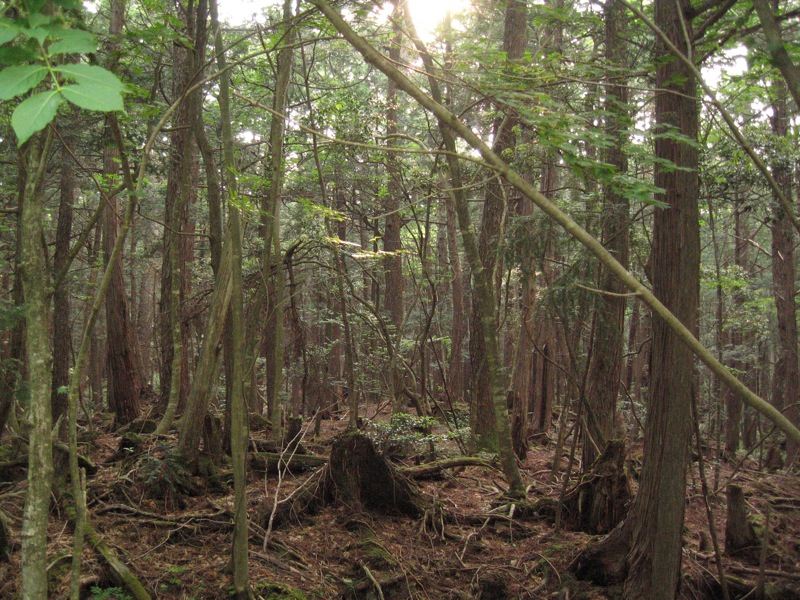
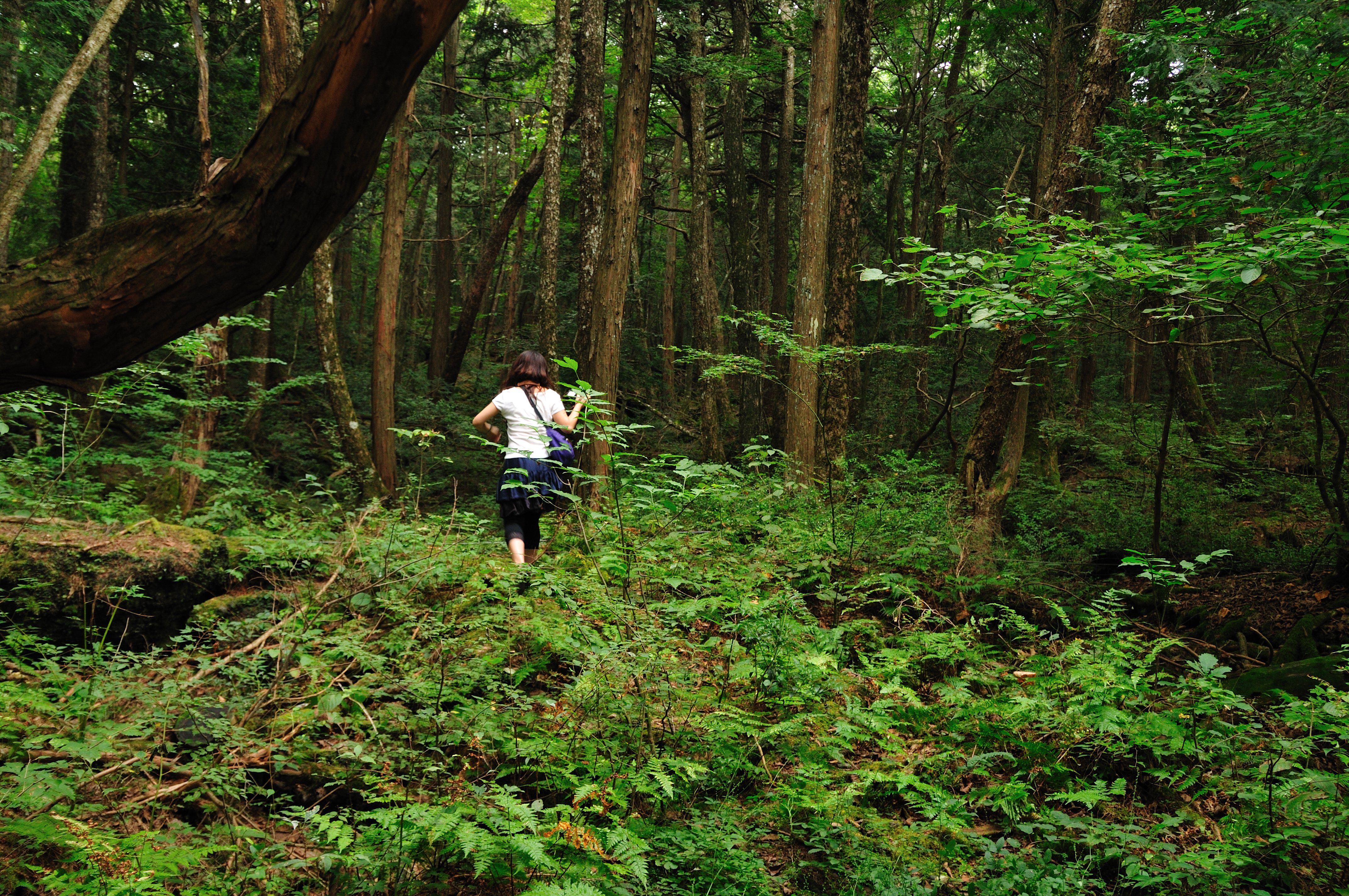
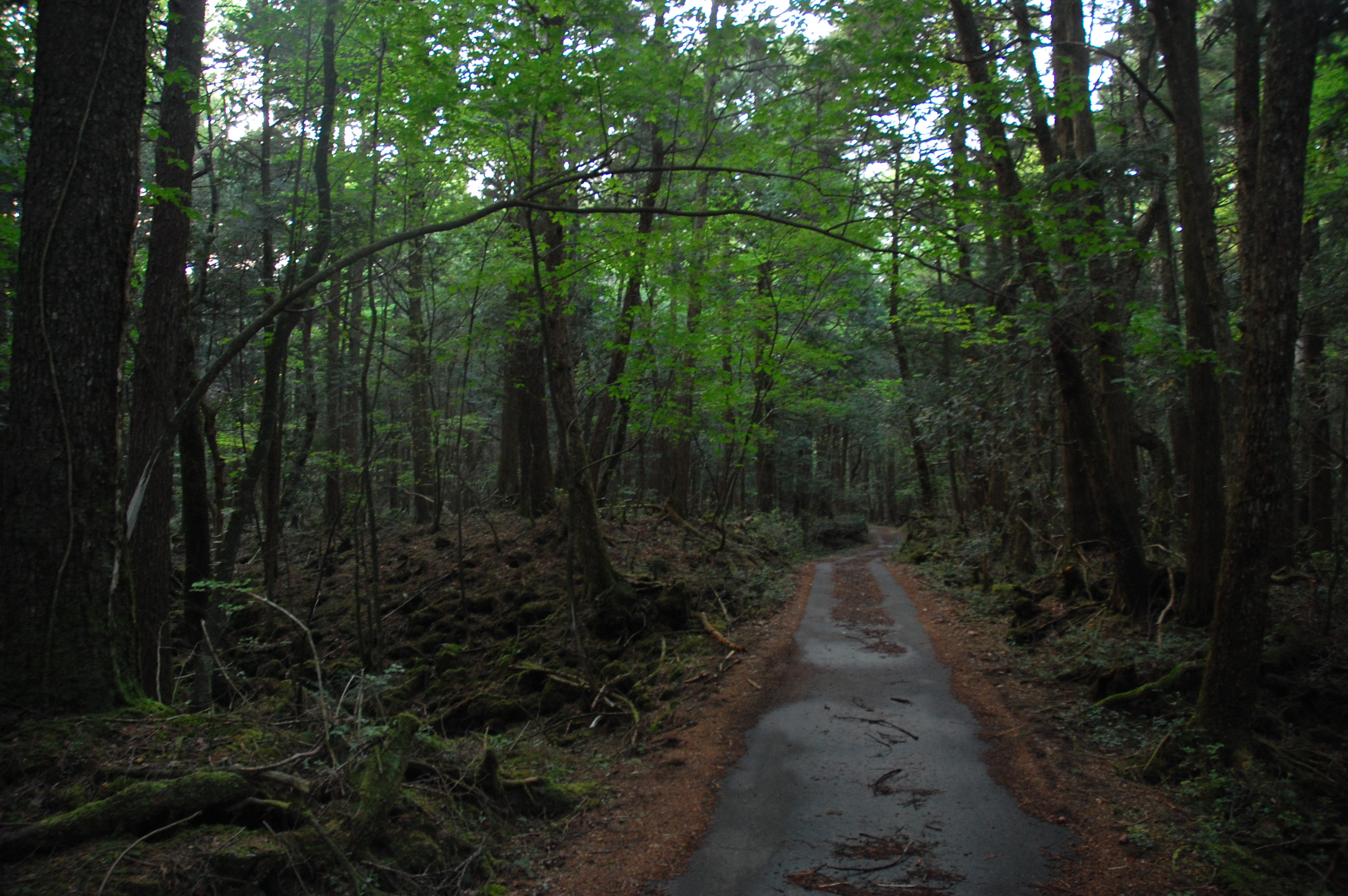
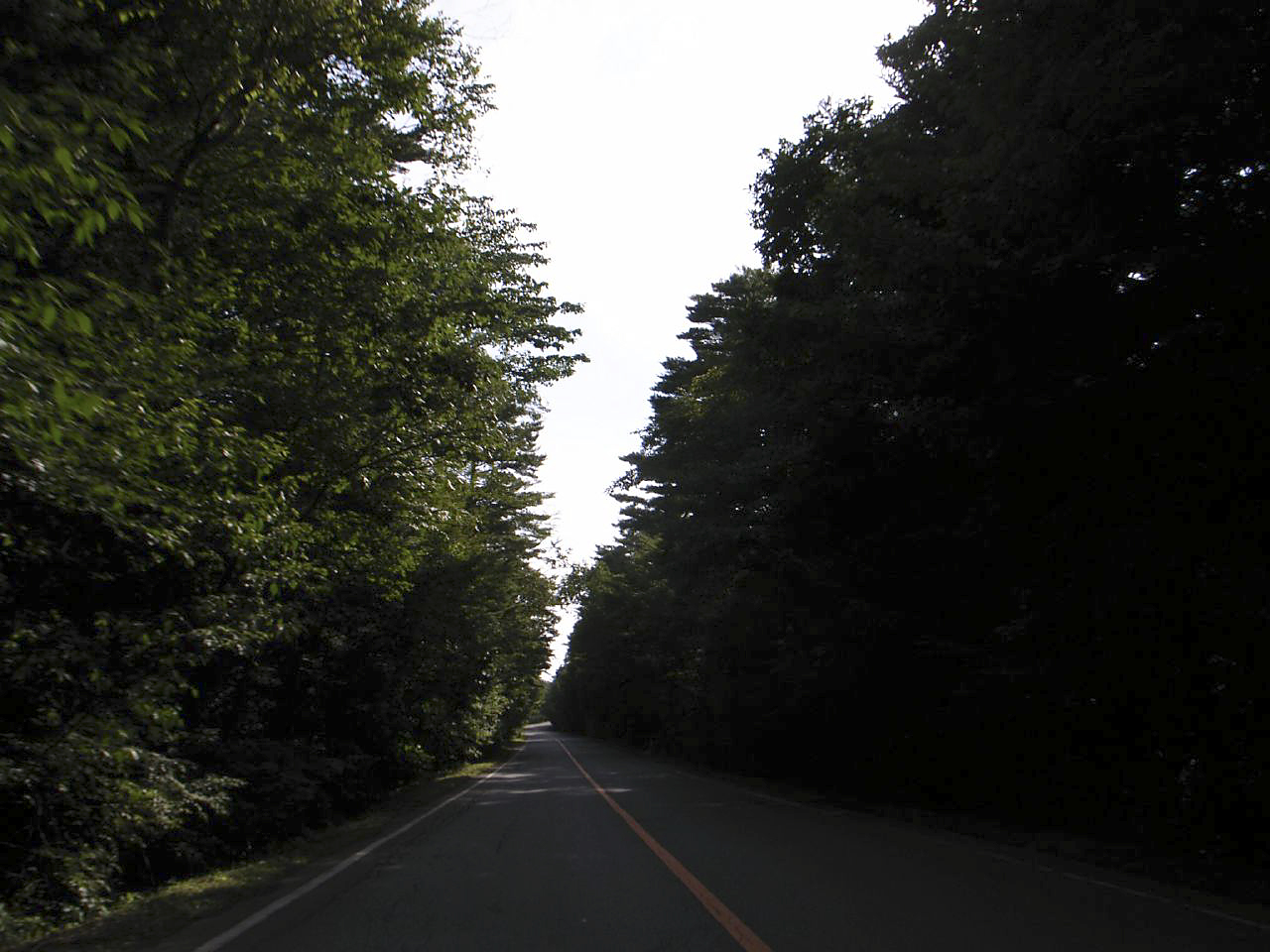
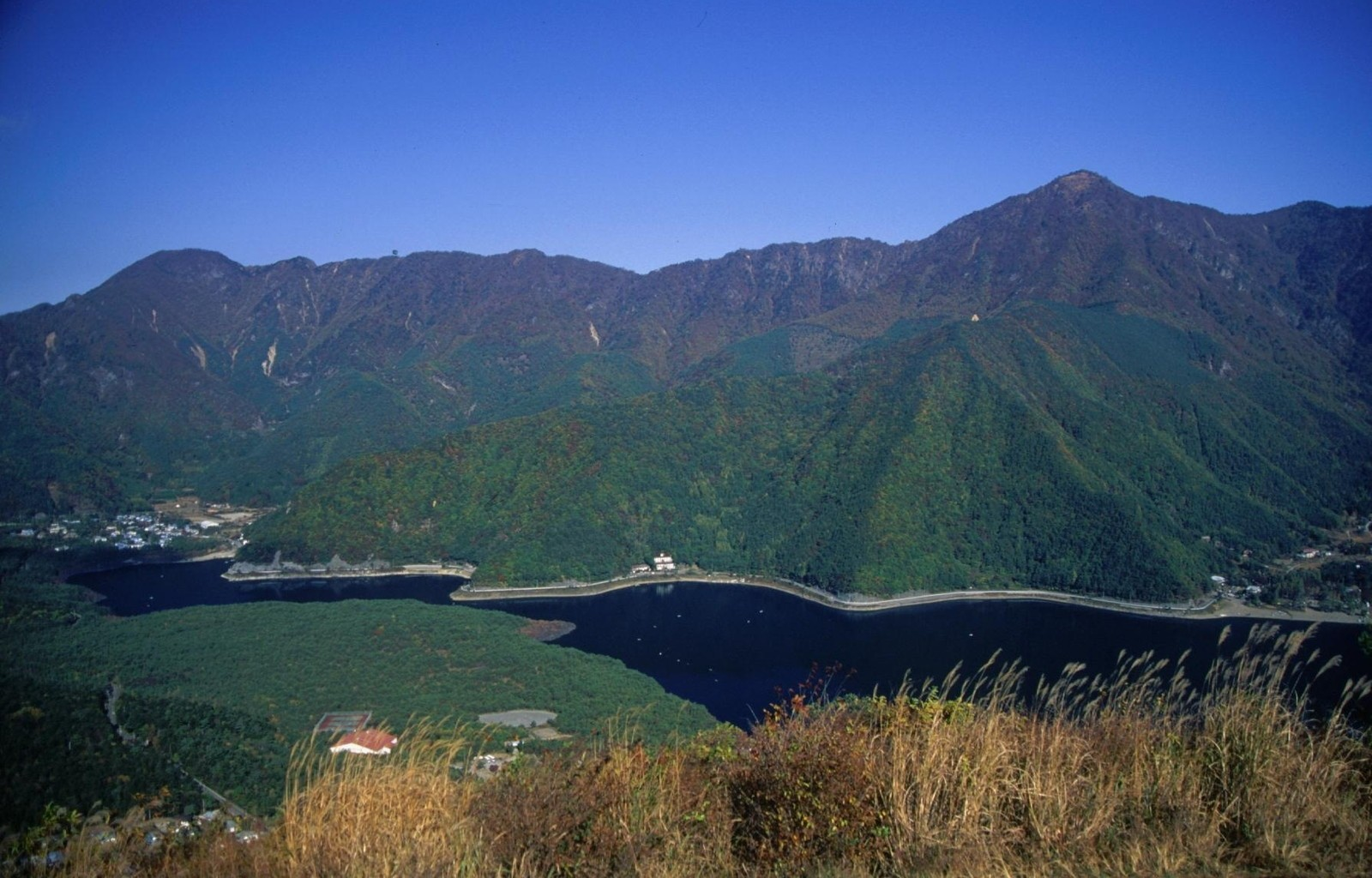